# エリダヌス座イプシロン星
エリダヌス座ε星（エリダヌスざイプシロンせい、Epsilon Eridani, ε Eri）は、エリダヌス座にある4等級の恒星である。

## 概要
| 太陽 | エリダヌス座ε星 |
| ---- | --------------- |
| 太陽 | Exoplanet       |

太陽と比べて質量は0.83倍、半径は0.735倍である。りゅう座BY型変光星であるが、変光範囲がごくわずかなため眼視観測では変光を確認できない。地球に近い恒星の一つで、わずか10.5光年しか離れていない。
エリダヌス座ε星のスペクトルは非常に変化に富んでおり、多くの輝線を持つ。また強い磁場を持ち、自転周期は11.2日である。これらの特徴は、この星が7億から8億歳程度と非常に若いためだと考えられている。そのため、地球のような惑星を持っているとしても知的生命体はまだ存在していないだろうと考えられる。また、鉄などの重い元素は少ない。
少なくとも1個の太陽系外惑星を持つことが確認されている。太陽に比較的似ているため、かつては知的生命体がいるかもしれないと考えられ、オズマ計画のターゲットにもなったが、文明の存在を示唆する証拠は得られなかった。このような特徴から、SF作品、特にスペースオペラで頻繁に扱われる。

## 名称
2015年、国際天文学連合がエリダヌス座ε星及びε星bの固有名を募集し、アメリカのワシントン州にあるマウンテンサイド中学校からの提案を受け、ε星に Ran、ε星bに AEgir という固有名が付けられた。それぞれ北欧神話の海の神であるラーン、エーギルに由来する。

## 惑星系と塵円盤

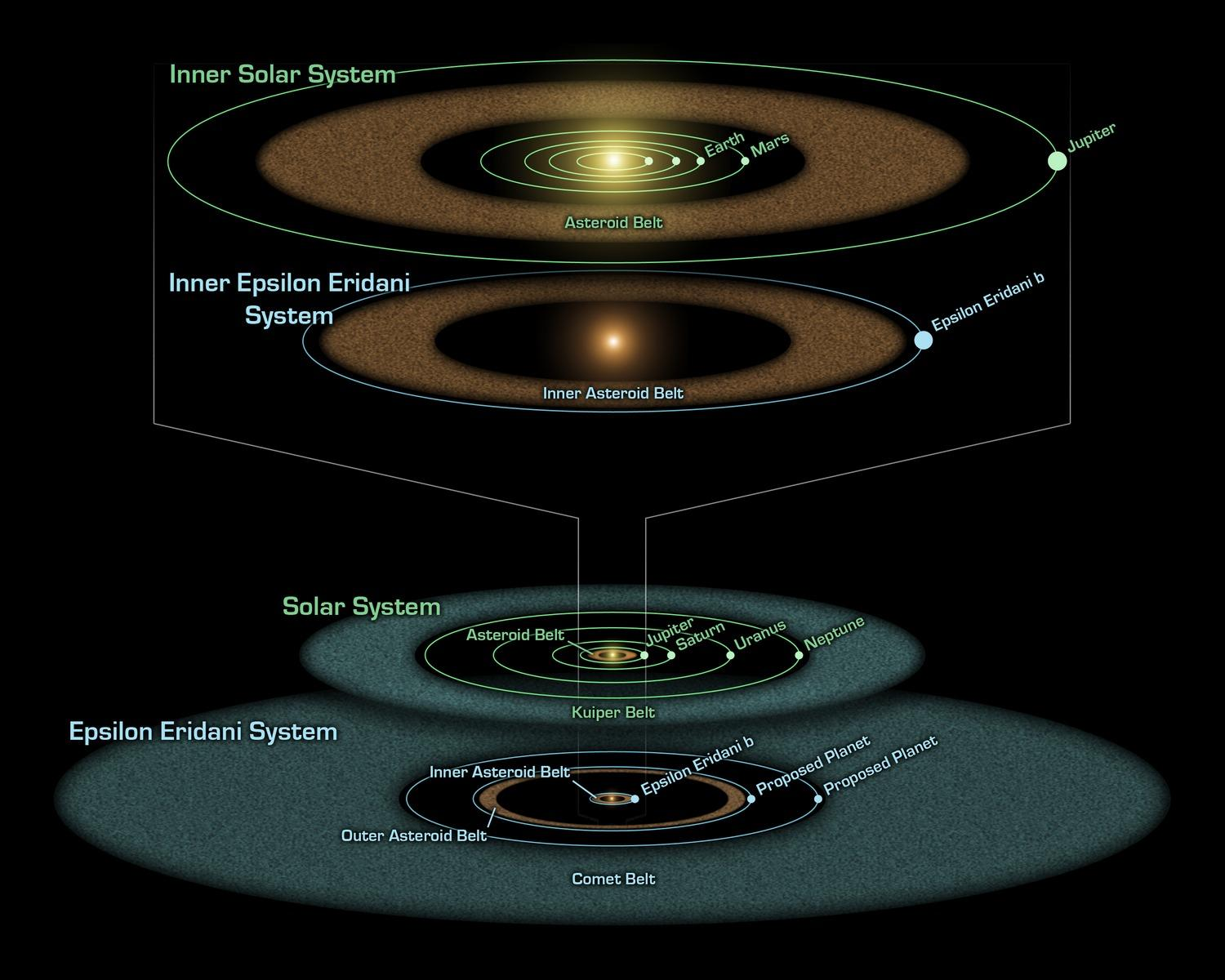
太陽系とエリダヌス座ε星系の比較

エリダヌス座ε星には、1個の惑星が確認されており、もう1個の仮説上の惑星の存在が提唱されている。このほかに、塵円盤の存在が確認されている。

### 塵円盤
1988年、エリダヌス座ε星の周囲に塵からなる円盤が観測された。この円盤は内径35au、外径75auであり、太陽系で言うとエッジワース・カイパーベルトの位置に相当する。塵円盤の中には複数のかたまりが観測され、それらは惑星によるものではないかと考えられた。
この塵円盤については2つのモデルが考えられていた。1つは、塵やガスなどが、我々の太陽系のメインベルトと天王星軌道に相当する位置に集中して帯状のベルトを構成しており、ベルトとそれに隣接する惑星との間に密接な関係があるとするモデルである。そしてもう1つは、カイパーベルトの様な外側の塵円盤に由来する塵やガスなどが主星に向けて広範に広がっており、塵円盤と惑星との間に密接な関係がないとするモデルである。
2008年10月、スピッツァー宇宙望遠鏡による観測結果から、内外2つの小惑星帯があるとする説が発表された。内側の小惑星帯は太陽系とほぼ同じく主星から3au離れた位置にあり、外側の小惑星帯は太陽系では天王星軌道付近にあたる20auの位置にあるとされた。
2017年4月、アリゾナ大学の研究グループは、NASAの成層圏赤外線天文台 (The Stratospheric Observatory for Infrared Astronomy: SOFIA) による観測から、内外2つの小惑星帯が存在するというモデルを支持する結果が得られたと発表した。

### 惑星系

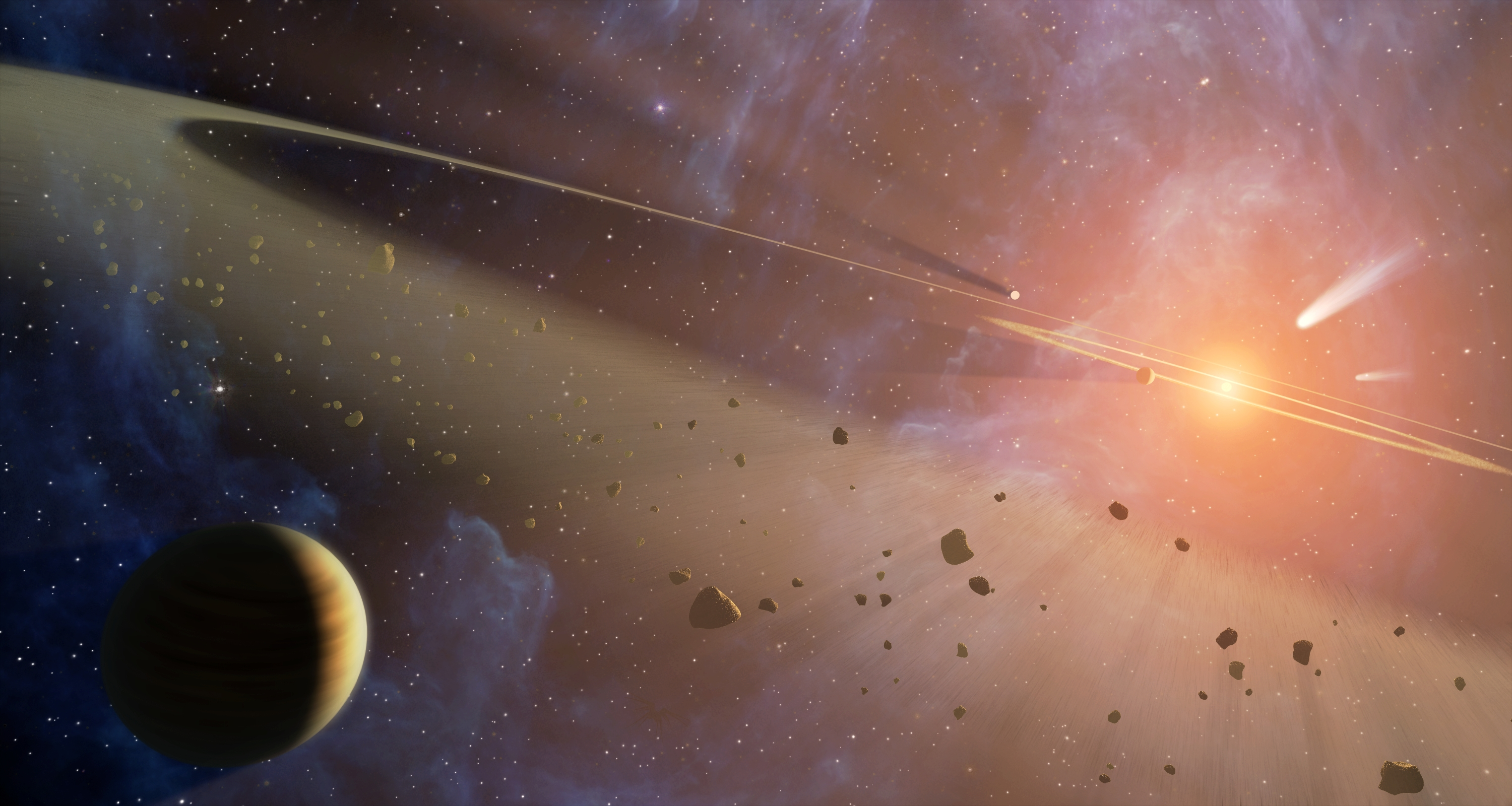
エリダヌス座ε星系の想像図

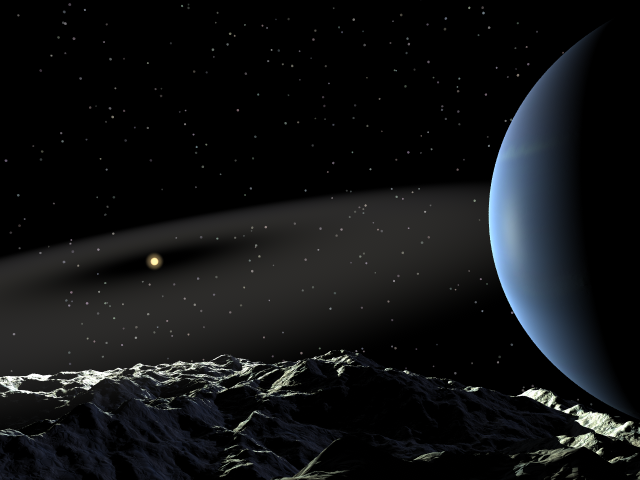
まだ存在が確定していないエリダヌス座ε星cの想像図

2000年には、視線速度の変化により恒星から3.39au離れた位置に惑星エリダヌス座ε星bが発見された。エリダヌス座ε星bは木星の1.55倍の質量を持つ巨大ガス惑星で半径は木星より大きいと推測されている。軌道離心率0.702という極端に歪んだ軌道をほぼ7年で公転するエキセントリック・プラネットでもあるとされている。2006年には、ハッブル宇宙望遠鏡によるアストロメトリーでの観測にも成功した。
塵円盤の形状から、軌道長半径約40auで公転周期が約290年、質量が木星の10%程度の惑星が存在するかもしれないという仮説が立てられているが、2017年5月現在、それを裏付ける観測結果は得られていない。恒星に近い位置には塵円盤が観測されていないため、現在の太陽系の形成と進化のモデルに照らし合わせると地球型惑星が存在する可能性がある。およそ0.53auの軌道に地球に似た惑星があれば、居住に適しているだろうと考えられる。
| 名称 （恒星に近い順） | 質量           | 軌道長半径 （天文単位） | 公転周期 (年) | 軌道離心率    | 軌道傾斜角  | 半径  |
| --------------------- | -------------- | ----------------------- | ------------- | ------------- | ----------- | ----- |
| 小惑星帯              | 3 au           | 3 au                    | 3 au          | 3 au          | —           | —     |
| b (AEgir)             | 1.55 ± 0.24 MJ | 3.39 ± 0.36             | 6.85 ± 0.03   | 0.702 ± 0.039 | 30.1 ± 3.8° | ≥1 RJ |
| 小惑星帯              | 20 au          | 20 au                   | 20 au         | 20 au         | —           | —     |
| c (未確認)            | 0.1 MJ         | 40?                     | 290?          | 0.3           | —           | —     |
| 塵円盤                | 35—75 au       | 35—75 au                | 35—75 au      | 35—75 au      | —           | —     |